# Mario Toso
Mario Toso, S.D.B. (* 2. července 1950 Mogliano Veneto) je italský římskokatolický duchovní, salesián a biskup Faenzy-Modigliany.

## Život
Narodil se 2. července 1950 v Mogliano Veneto.
Vstoupil do noviciátu Salesiánů Dona Bosca. Po studiu teologie a filosofie na Katolické univerzitě Nejsvětějšího Srdce v Miláně byl 22. července 1978 biskupem Girolamem Bartolomeem Bortignonem vysvěcen na kněze. Poté odešel do Říma, kde se na Papežské salesiánské univerzitě věnoval vyššímu studiu filosofie a na Papežské lateránské univerzitě studium teologie. Od roku 1989 přednášel filosofii na Papežské salesiánské univerzitě.
V letech 1994–2000 byl děkanem filosofické fakulty a v letech 2003–2009 rektorem univerzity. Spolupracoval s papežem Benediktem XVI. na sepsání encykliky Caritas in veritate.
Dne 22. října 2009 jej papež jmenoval sekretářem Papežské rady Justitia et pax a titulárním biskupem z Bisarcia. Biskupské svěcení přijal 12. prosince z rukou kardinála Tarcisia Bertone a spolusvětiteli byli kardinál Renato Raffaele Martino a arcibiskup Giuseppe Molinari. Dne 19. ledna 2015 byl papežem Františkem ustanoven biskupem diecéze Faenza-Modigliana.